# Forndorf (Wieseth)
Forndorf ist ein Gemeindeteil der Gemeinde Wieseth im Landkreis Ansbach (Mittelfranken, Bayern). Forndorf liegt in der Gemarkung Wieseth.

## Geografie
Durch das Dorf fließt der Rotbach, der 0,5 km weiter südlich als linker Zufluss in die Wieseth mündet. Im Osten liegt das Waldgebiet Hoher Schlag. 1 km nordöstlich erhebt sich der Schmalzbuck (467 m ü. NHN), 1 km nordwestlich der Schindbuck (481 m ü. NHN) und der Eberleinsberg (485 m ü. NHN). Die Staatsstraße 2222 führt an der Steigmühle vorbei nach Wieseth (1,5 km westlich) bzw. nach Bechhofen (3,5 km östlich). Eine Gemeindeverbindungsstraße verläuft nach Deffersdorf (1,6 km nördlich).

## Geschichte
Forndorf war ursprünglich der Name der gleichnamigen Burg, auf der die Küchenmeister von Nordenberg saßen. Der Name bedeutet vor dem Dorf. 1351 verlieh König Karl dem Küchenmeister Konrad, der sich von Forndorf nannte, „in Markt ze Bechofen eine ganze, wahre und gute Freyhels mit Gerichten, Stokhen, Galgen, und Zugehör gleich der Stadt ze Rotenburg“.  1364 trug die Tochter des letzten Küchenmeister, der ohne männliche Nachkommen verstarb, Forndorf der Burggrafschaft Nürnberg die Lehnsherrschaft auf. Im selben Jahr wurden die Erbmarschälle von Pappenheim mit der Burg belehnt. Diese verkauften 1422 ihre Ansprüche an die Schenk von Geyern. 1435 gelangte es an die Herren von Ehenheim, 1529 an die Herren von Seckendorff, 1539 an die Herren von Heideck. Danach fiel das Lehen an das Fürstentum Ansbach heim, das Rechtsnachfolger Nürnberger Burggrafschaft war. Das Rittergut samt Zugehörungen wurde in das markgräfliche Verwalteramt Forndorf umgewandelt. 1590 erbaute Markgraf Georg Friedrich dort Schloss Forndorf, von dem heute allerdings nichts mehr erhalten geblieben ist.
Forndorf lag im Fraischbezirk des ansbachischen Oberamtes Feuchtwangen. 1732 bestand der Ort aus 11 Anwesen (1 Ziegelhütte, 1 Wirtschaft, 1 Schmiede, 8 Anwesen, 1 Schafhof). Außerdem gab es 1 Schloss, 1 Hirtenhaus und 1 Fallhaus. Die Dorf- und Gemeindeherrschaft und die Grundherrschaft über alle Anwesen stand dem Verwalteramt Forndorf zu. An diesen Verhältnissen änderte sich bis zum Ende des Alten Reiches nichts. Von 1797 bis 1808 unterstand der Ort dem Justiz- und Kammeramt Feuchtwangen.
Mit dem Gemeindeedikt (frühes 19. Jahrhundert) wurde Forndorf dem Steuerdistrikt und der Ruralgemeinde Wieseth zugeordnet.

### Baudenkmäler
- Haus Nr. 2: Ehemaliges Bauernhaus, eingeschossiges Wohnstallhaus mit Fachwerkgiebel und angefügter Scheune, 18. Jahrhundert[11]
- Haus Nr. 7: Einfaches Gasthaus mit geschmiedetem Rocailleausleger. Mitte des 18. Jahrhunderts.[12]

### Einwohnerentwicklung
| Jahr      | 001818 | 001840 | 001861 | 001871 | 001885 | 001900 | 001925 | 001950 | 001961 | 001970 | 001987 | 002006 |
| Einwohner | 157    | 169    | 155    | 157    | 139    | 128    | 139    | 190    | 142    | 148    | 140    | 146    |
| Häuser    | 20     | 26     |        |        | 30     | 31     | 31     | 31     | 35     |        | 38     |        |
| Quelle    | [ 14 ] | [ 15 ] | [ 16 ] | [ 17 ] | [ 18 ] | [ 19 ] | [ 20 ] | [ 21 ] | [ 22 ] | [ 23 ] | [ 24 ] | [ 1 ]  |

## Religion
Der Ort ist seit der Reformation evangelisch-lutherisch geprägt und bis heute nach St. Wenzeslaus (Wieseth) gepfarrt. Die Einwohner römisch-katholischer Konfession waren ursprünglich nach St. Laurentius (Großenried) gepfarrt, heute ist die Pfarrei Herz Jesu (Bechhofen) zuständig.